# Silent Hill 4: The Room
"Silent Hill 4: The Room" este al patrulea joc din seria de jocuri video de supraviețuire horror "Silent Hill", dezvoltat de Konami și lansat în 2004 pentru PlayStation 2, Xbox și Microsoft Windows. Acest titlu se diferențiază de predecesorii săi prin schimbarea semnificativă a mecanicii jocului și a structurii narative, păstrând în același timp atmosfera întunecată și înfricoșătoare caracteristică seriei.

## Poveste

### Premisa
Jocul îl are ca protagonist pe Henry Townshend, un tânăr care locuiește în South Ashfield, un oraș vecin cu faimosul Silent Hill. Henry se trezește în apartamentul său (Room 302) blocat și izolat de restul lumii. Ușa apartamentului este încuiată cu lanțuri din interior, iar ferestrele sunt sigilate. Singura cale de evadare este printr-un misterios tunel care apare în baia sa și duce către diverse locații înfricoșătoare.

### Dezvoltarea Intrigii
Pe măsură ce Henry explorează aceste locații, el descoperă legături cu serial killer-ul Walter Sullivan, care pare să fie responsabil pentru bizareria din apartamentul său. Walter, care a murit cu mult timp în urmă, continuă să bântuie lumea sub forma unui spirit malefic, iar scopul său final este să completeze un ritual sângeros care implică 21 de sacrificii, Henry fiind ultimul dintre acestea.

## Gameplay

### Perspective și Mecanici
Spre deosebire de jocurile anterioare din serie, "Silent Hill 4: The Room" alternează între o perspectivă la persoana întâi când Henry se află în apartamentul său și o perspectivă la persoana a treia în restul jocului. Apartamentul servește drept un hub central unde Henry poate reveni pentru a-și salva progresul, a-și administra inventarul și a se recupera.

### Combate și Explorare
Jocul introduce un sistem de luptă revizuit, în care armele se deteriorează în timp și jucătorii trebuie să gestioneze resursele limitate cu atenție. Explorarea este un element cheie, iar jucătorii trebuie să găsească obiecte și indicii pentru a avansa prin diversele locații, inclusiv o închisoare, un spital și o clădire rezidențială.

## Personaje

### Henry Townshend
Henry este un bărbat tânăr și introvertit, cu puține conexiuni sociale. El devine protagonistul involuntar al acestei povești horror și trebuie să facă față terorilor supranaturale pentru a scăpa din apartamentul său blestemat.

### Eileen Galvin
Eileen este vecina lui Henry și devine un aliat important pe măsură ce povestea progresează. Ea este una dintre ultimele victime țintite de Walter și joacă un rol crucial în lupta împotriva acestuia.

### Walter Sullivan
Walter este antagonistul principal al jocului, un criminal în serie care crede că uciderea celor 21 de victime va completa un ritual ce îi va oferi imortalitate și va aduce renașterea mamei sale. Walter apare atât ca adult, cât și ca un copil bântuitor pe parcursul jocului.

## Locații
"Silent Hill 4: The Room" introduce mai multe locații noi care nu au fost explorate în jocurile anterioare din serie:
- Forest World: O pădure întunecată și periculoasă.
- Water Prison World: O închisoare cu tematică de apă.
- Building World: O clădire rezidențială labirintică.
- Apartment World: O versiune alternativă și distorsionată a clădirii de apartamente unde locuiește Henry.

## Atmosferă și Estetică
Jocul păstrează semnătura seriei Silent Hill prin utilizarea iluminării slabe, a sunetelor înfricoșătoare și a muzicii ambientale tensionate, compusă de Akira Yamaoka. Atmosfera claustrofobică a apartamentului lui Henry, combinată cu ororile supranaturale din celelalte locații, creează o experiență intensă și captivantă.

## Recepție și Impact
La lansare, "Silent Hill 4: The Room" a primit recenzii mixte spre pozitive. Criticii au lăudat inovațiile aduse mecanicii jocului și atmosfera tensionată, dar au fost și voci care au criticat devierea de la formula originală a seriei. Cu toate acestea, jocul a fost apreciat pentru curajul de a explora noi direcții și a contribuit la consolidarea reputației seriei Silent Hill ca fiind una dintre cele mai importante francize horror din industria jocurilor video.

## Moștenire
"Silent Hill 4: The Room" rămâne un capitol unic și memorabil în seria Silent Hill, datorită schimbărilor îndrăznețe aduse gameplay-ului și structurii narative. În ciuda controverselor inițiale, jocul a reușit să capteze imaginația fanilor și să lase o amprentă de neșters în istoria jocurilor de supraviețuire horror.